# Chirostoma
Genre
Le genre Chirostoma regroupe plusieurs espèces de poissons de la famille des Atherinopsidae.

## Liste des espèces
- Chirostoma aculeatum - Barbour, 1973
- Chirostoma arge - (Jordan et Snyder, 1899)
- Chirostoma attenuatum - Meek, 1902
- Chirostoma bartoni - Jordan et Evermann, 1896
- Chirostoma chapalae - Jordan et Snyder, 1899
- Chirostoma charari - (de Buen, 1945)
- Chirostoma compressum - de Buen, 1940
- Chirostoma consocium - Jordan et Hubbs, 1919
- Chirostoma copandaro - de Buen, 1945
- Chirostoma estor - Jordan, 1880
- Chirostoma grandocule - (Steindachner, 1894)
- Chirostoma humboldtianum - (Valenciennes in Cuvier et Valenciennes, 1835)
- Chirostoma jordani - Woolman, 1894
- Chirostoma labarcae - Meek, 1902
- Chirostoma lucius - Boulenger, 1900
- Chirostoma melanoccus - Alvarez, 1963
- Chirostoma patzcuaro - Meek, 1902
- Chirostoma promelas - Jordan et Snyder, 1899
- Chirostoma reseratum - Alvarez, 1963
- Chirostoma riojai - Solórzano et López, 1966
- Chirostoma sphyraena - Boulenger, 1900
- Chirostoma zirahuen - Meek, 1902